# Gaj (gmina Slovenska Bistrica)
Gaj – wieś w Słowenii, w gminie Slovenska Bistrica. W 2018 roku liczyła 644 mieszkańców.